# Брюс, Томас, 2-й граф Эйлсбери
Томас Брюс, 2-й граф Эйлсбери и 3-й граф Элгин (англ. Thomas Bruce, 2nd Earl of Ailesbury; 26 сентября 1656 — 16 декабря 1741) — английский дворянин, политик и мемуарист. С 1663 по 1685 год он был известен как лорд Брюс.
Его мемуары, которые были опубликованы лишь спустя много времени после его смерти, являются ценным источником по истории Англии последней четверти семнадцатого века.

## Ранняя жизнь
Родился 26 сентября 1656 года. Сын Роберта Брюса, 2-го графа Элгина (1626—1685), и леди Дианы Грей (? — 1689). Его бабушкой и дедушкой по материнской линии были Генри Грей, 1-й граф Стэмфорд, и леди Энн Сесил, дочь Уильяма Сесила, 2-го графа Эксетера.
Лорд Брюс был заседал в Палате общин Англии от Марлборо в 1679—1681 годах и от Уилтшира в 1685 году. Он стал камер-джентльменом в 1676 году. С 1685 года, когда он унаследовал графство, до 1688 года он был лордом опочивальни. Занимал почетные должности лорда-лейтенанта Бедфордшира (1685—1689) и Хантингдоншира (1685—1689) и был почетным пажем на коронации короля Якова II 23 апреля 1685 года. Он был предан Карлу II, который на смертном одре заметил: «Я вижу, ты любишь меня и умирающим, и живым»; Позже Брюс написал о смерти Чарльза: «Так закончились мои счастливые дни при дворе, и я до сих пор оплакиваю свою утрату». Он также восхищался младшим братом и преемником Карла II Яковом II Стюартом.

## Семья

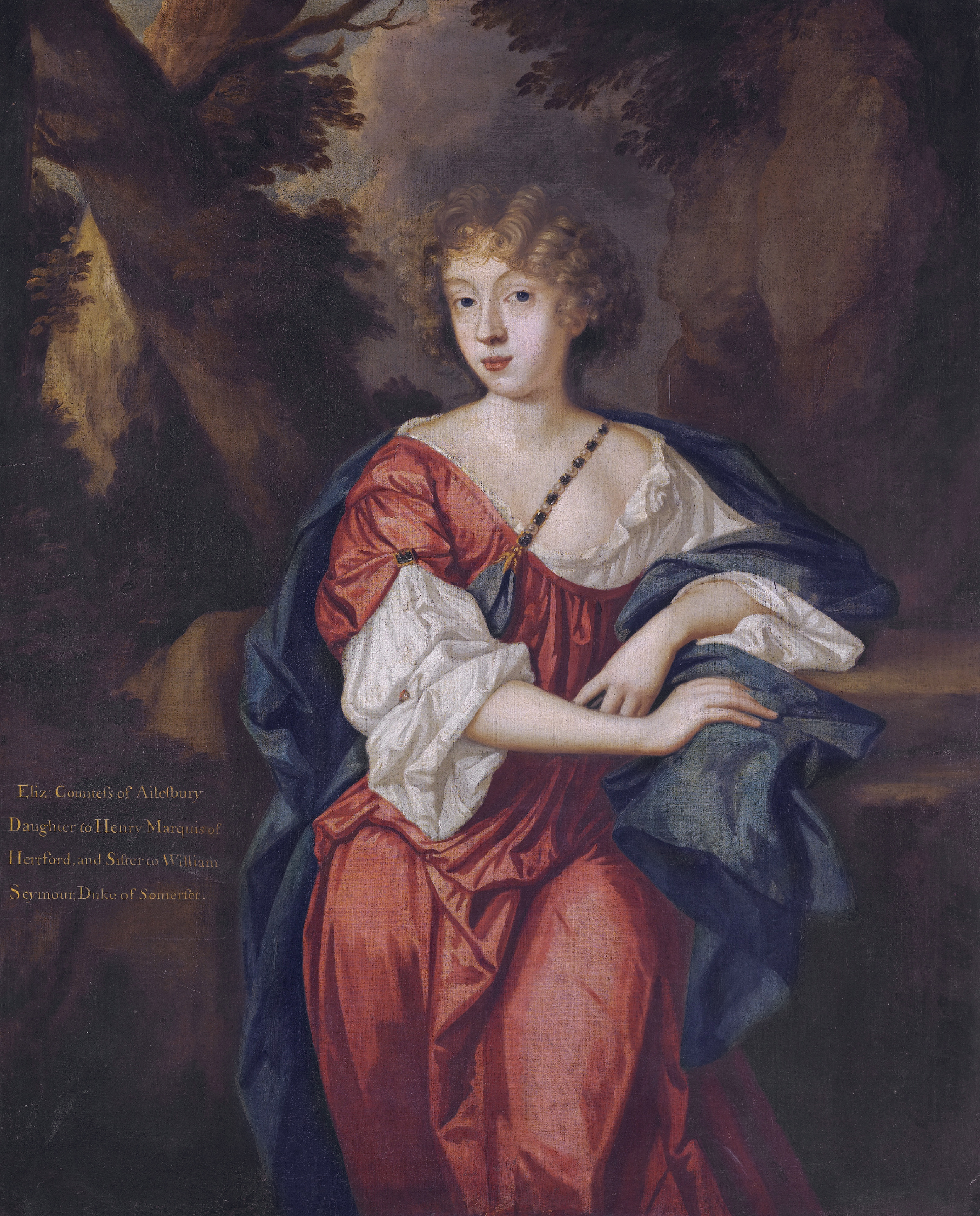
Элизабет, графиня Эйлсбери (1656—1697)

31 августа 1676 года первым браком он женился на леди Элизабет Сеймур (1656—1697), дочери Генри Сеймура, лорда Бошампа (1626—1654), и Мэри Капель (1630—1715), внучке Уильяма Сеймура, 2-го герцога Сомерсета. Она умерла в 1697 году в результате преждевременных родов, по-видимому, вызвано ложным сообщением о казни её мужа за измену. У них было трое детей:
- Роберт Брюс, лорд Брюс (1679—1685)
- Чарльз Брюс, 3-й граф Эйлсбери (1682—1747), преемник отца
- Леди Элизабет Брюс (1689—1745) вышла замуж за Джорджа Браднелла, 3-го графа Кардигана (1685—1732)[3].

27 апреля 1700 года в Брюсселе (Сен-Жак-сюр-Куденберг) вторым браком граф Эйлсбери женился на Шарлотте д’Аржанто, графине д’Эсне (18 октября 1678 — 23 июля 1710), дочери Луи Конрада д’Аржанто, графа д’Эсне, и Мари Гисберт де Локкенгиен. У них родилась дочь:
- Леди Мария Тереза Брюс (1704—1736) вышла замуж за принца Максимилиана Эммануэля Хорнского[3].

## Дальнейшая жизнь

Герб графов Элгин

Он был одним из четырёх пэров, которые продолжали поддерживать короля Якова II после того, как принц Вильгельм Оранский отправился в Англию. 18 декабря 1688 года он сопровождал короля Якова II в Рочестер, когда тот бежал из Лондона. Сам граф Элгин предпочел остаться в Англии; он был готов в краткосрочной перспективе предложить свою поддержку новому режиму, хотя его лояльность к нему всегда вызывала большие подозрения.
В мае 1695 года лорд Элгин был обвинен, почти наверняка не без оснований, в заговоре с целью восстановления короля Якова II Стюарта, а в феврале 1696 года он был заключен в тюрьму в лондонском Тауэре, но год спустя был освобожден под залог и разрешили покинуть Англию и отправиться в Брюссель. После более чем 40 лет изгнания он умер в Брюсселе и был там похоронен.
Некоторые историки обвинили его в двойной игре, когда он присягал на верность Вильгельму III и планировал восстановление Якова II Стюарта; другие утверждают, что его истинная преданность была институту монархии и что он поддерживал того монарха, который казался наиболее подходящим для правления в любой момент времени. Вильгельм III явно не считал его опасным персонажем, о чём свидетельствует тот факт, что его оставили в покое после того, как он бежал из Англии; ему повезло: у него было очень много друзей и очень мало врагов. Похоже, что примерно с 1710 года он мог свободно вернуться в Англию, но к тому времени благополучно обосновался в Брюсселе, где заключил второй брак по любви с Шарлоттой, графиней д’Эне, и, поскольку он смог привлечь хотя бы часть доходов от своих английских поместий, у него не было острой необходимости и явного желания вернуться домой.

## Персона

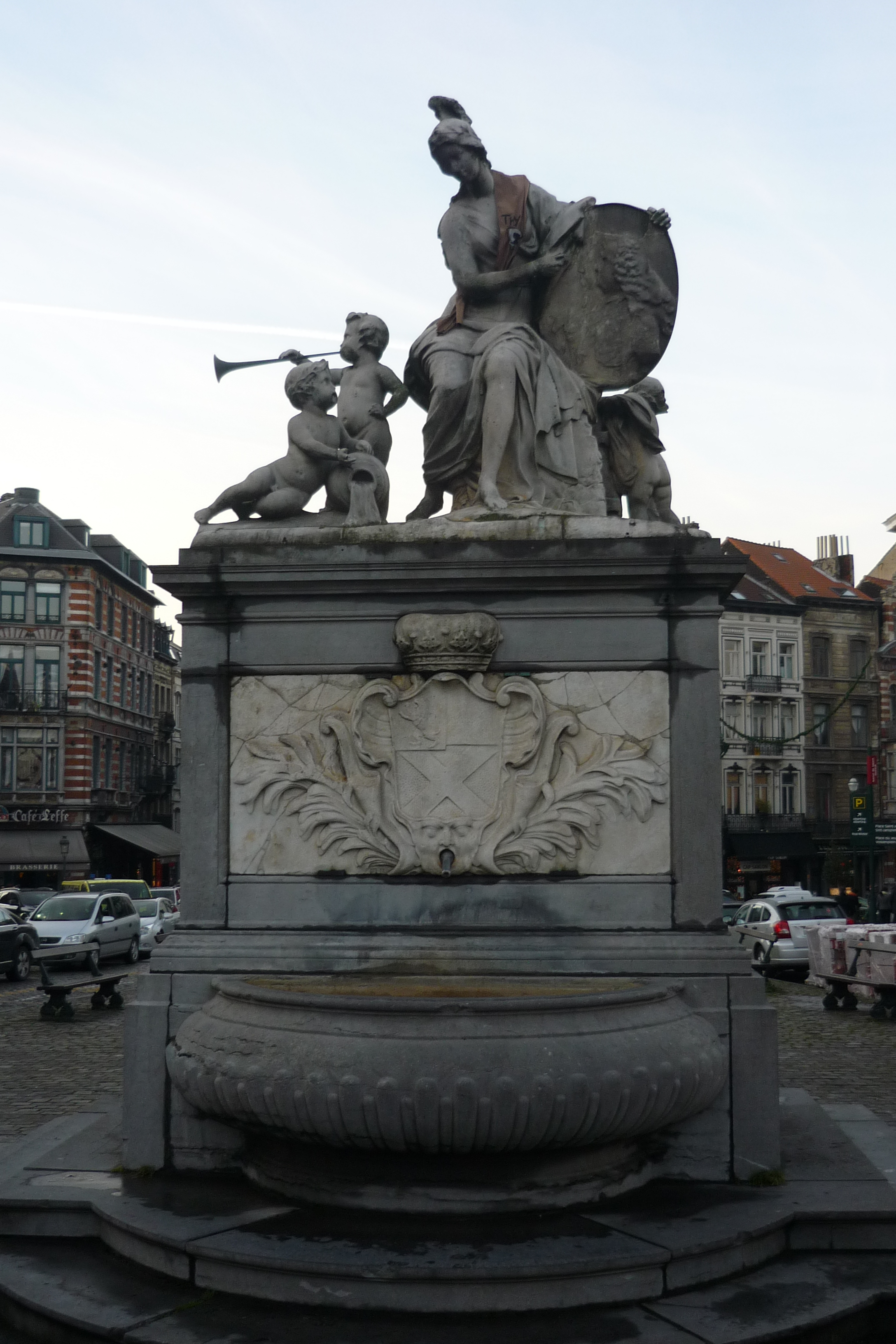
Фонтан Минервы, который Томас Брюс подарил брюссельцам в знак благодарности, 1751 год (Брюссель, площадь Гран-Саблон)

Граф Эйлсбери, кажется, нравился почти всем даже его политическим оппонентам, поскольку он имел репутацию честного, порядочного и честного человека. Карл II Стюарт явно любил его и доверял ему в степени, необычной для такого скрытного человека; Он также нравился королю Якову II Стюарту, а король Франции Людовик XIV считал его чуть ли не единственным британским дворянином, который не руководствовался исключительно личными интересами. Хотя он сам сменил присягу, у него не было терпения к прислужникам: он ненавидел графа Сандерленда (хотя и признавал, что тот был хорошей компанией) и в 1689 году сказал своему кузену, графу Дэнби, что за предательство Якова II он заслуживает «получить удар по голове».

## Мемуары
Томас Брюс посвятил много лет написанию своих «Мемуаров», которые не были опубликованы до 1890 года. Историки высоко оценили их, особенно за яркие портреты ведущих деятелей британской жизни, в том числе Якова II, Вильгельма III, Дэнби, Сандерленда, Лодердейла и Галифакса. Пожалуй, самой поразительной чертой мемуаров является абсолютная преданность автора Карлу II: «мой добрый и милостивый господин, лучший, который когда-либо царствовал над нами».

## Титулы
- 2-й граф Эйлсбери, Бакингемшир (с 20 октября 1685)
- 2-й барон Брюс из Скелтона, Йоркшир (с 20 октября 1685)
- 2-й виконт Брюс из Эмптхилла, Бедфордшир (с 20 октября 1685)
- 3-й граф Элгин (с 20 октября 1685)
- 5-й лорд Кинлосс (с 20 октября 1685)
- 5-й барон Брюс из Кинлосса (с 20 октября 1685)
- 5-й лорд Брюс из Кинлосса (с 20 октября 1685)
- 3-й барон Брюс из Уорлтона, Йоркшир (с 20 октября 1685 года).